# أبدريانا تاهوابو
أبدريانا تاهوابو (بالإنجليزية: Abdrianahoabu)‏ في الأساطير الأفريقية هي عضو في أسرة أرباب الزانكاري في مدغشقر. وهي السيدة التي في الأعالي والتي تهبط إلى الأرض بحلقة فضية.

## انظر أَيضًا
أساطير المرأة الأفريقية:
- أساطير أفريقية
- أبوك (ميثولوجيا)
- أني يو (ميثولوجيا)
- آييدا ويدو
- عيشة قنديشة
- ينينجا